# Paul Cerfontaine
Pour les articles homonymes, voir Cerfontaine.
Marie-Paul-Antoine Cerfontaine, dit Paul Cerfontaine, est zoologiste belge, professeur à l'Université de Liège, né à Teuven le 3 octobre 1864 et mort au sanatorium de Calvarienberg, près de Maastricht, le 3 novembre 1917.
Il fut l'élève puis le collaborateur et enfin le successeur du biologiste belge Édouard van Beneden à l'Université de Liége. En 1895, il est nommé assistant de zoologie ; il devient chef des travaux de zoologie et d'embryologie en 1895. En 1910, il est chargé des cours de zoologie systématique, de paléontologie et de géographie animale. Il devient professeur extraordinaire en 1911.

## Ses œuvres
- 1890 : Recherches sur le système cutané et sur le système musculaire du Lombric terrestre (Lumbricus agricole Hoffmeister), Mémoires cour. et Mémoires des savants, Académie royale de Belgique & Archives de Biologie, vol.10.
- 1891 : Notes préliminaires sur l'organisation et le développement de différentes formes d'anthozoaires, Bulletin de l'Académie royale de Belgique, 3e série, vol.21 & vol.22.
- 1893 : Contribution à l'étude de la Trichinose, Bulletin de l'Académie royale de Belgique, 3e série, vol.25. & Archives de Biologie, vol.13
- 1894 : Note sur un nouveau Tristomien (Merizocotyle diaphanum (n. g. n. sp.), Bulletin de l'Académie royale de Belgique, 3e série, vol.27
- 1894 : Note sur l'existence de fibres musculaires striées chez un Trématode, Bulletin de l'Académie royale de Belgique, 3e série, vol.27.
- 1895. Contribution à l'Étude des Octocotylidés :
  - I) Le genre Anthocotyle ; Bulletin de l'Académie royale de Belgique, 3e série, vol.29. & Archives de Biologie, vol.14
  - II)	Le genre Dactylocotyle, Bulletin de l'Académie royale de Belgique, 3e série, vol.29. & Archives de Biologie, vol.14
  - III) Note sur les Diclidophorinae (Cerf.) et description d'une nouvelle espèce : Diclidophora labracis (Cerf.), Bulletin de l'Académie royale de Belgique, 3e série, vol.30. & Archives de Biologie, vol.14
- 1897 : A propos d'une note de M. Askanazy sur la Trichinose, Centralbl. f. Bakt. Paras. u. Infek. i. Abt. XXI Bd.
- 1898 : Le genre Merizocotyle, Archives de Biologie, vol.14
- 1898 : Contribution à l'étude des Octocotylidés :
  - IV) Nouvelles observations sur le genre Dactylocotyle et description du Dactylocotyle Luscae, Archives de Biologie, vol.15
- 1899 : Contribution à l'étude des Octocotylidés :
  - V) Les Oncocotylinae, Archives de Biologie, vol.16
- 1903 :Recherches expérimentales sur la régénération et l'hétéromorphose chez Astroïdes calycularis et Pennaria Cavolinii, Archives de Biologie, vol.19
- 1906-1907 : Recherches sur le développement de l'Amphioxus, Archives de Biologie, vol.22
- 1907 : Observations sur la larve d'un Diptère du genre Microdon, Archives de Biologie, vol.23
- 1909 : Contribution à l'étude des Cérianthides - Nouvelles recherches sur le Cérianthus oligopodus (Cerf.), Archives de Biologie, vol.24.
- 1912 : Programme de la Zoologie générale et Rapports entre la Paléontologie et la Zoologie, conférences faites à l'Université de Liége.
- 1912 : Méthode d'enrobement permettant d'obtenir de bonnes coupes d'œufs d'ascaris, Zeitschr. f. wiss. Mikr. u. f. mikr. Tech., t.29.

Il a en outre collationné les œuvres de Édouard van Beneden non-publiées du vivant de l'auteur, et qui furent publiées sous le titre :
- Édouard van Beneden, Travaux posthumes sur les Cérianthaires : collationnés par Paul Cerfontaine, Vaillant-Carmanne à Liège & Masson à Paris, 1923, 242 p.